# Simulium rubescens
Simulium rubescens är en tvåvingeart som beskrevs av Alex Fain och Félix Dujardin 1983. Simulium rubescens ingår i släktet Simulium och familjen knott. Inga underarter finns listade i Catalogue of Life.